# Área Material Río Cuarto
El Área Material Río Cuarto (ARMACUAR o AMRIV) es una unidad de mantenimiento de la Fuerza Aérea Argentina con asiento de paz en Las Higueras, Río Cuarto, provincia de Córdoba, y en la órbita del Comando de Material.
El área material creada en 1944 realiza la inspección mayor del cazabombardero McDonnell Douglas OA/A-4AR Fightinghawk, del avión FADEA IA-63 Pampa y del entrenador Embraer EMB-312 Tucano.

## Historia
El 10 de agosto de 1944 fue creado el Taller Regional Río Cuarto. La fecha de inauguración oficial es el 19 de julio de 1946. Inmediatamente se dedicó al mantenimiento de los aviones Curtiss Hawk y Glenn Martin, a partir de 1948 los Beechcraft AT-11 y Northrop 8A2 y un año más tarde el primer avión a reacción: un Gloster Meteor.
Se adquirió un predio de 900 hectáreas para una base aérea.
En 1952 se amplió la infraestructura y en los años posteriores se sumaron los Avro Lancaster, Avro Lincoln, North American F-86 Sabre, Morane Saulnier 760 Paris y English Electric Canberra.
En 1974 se creó el Centro de Lanzamiento de Globos.
El 1 de abril de 1954 se creó la Escuela de Aprendices Operarios, donde se inscribieron muchos jóvenes que trabajaron en la planta permanente de reparación de aeronaves.
En 1975 el Taller Regional se constituyó el Área Material Río Cuarto. En esa época la FAA incorporó el avión supersónico Mirage III, el cual dio un nuevo impulso al Área Material, que fue redenominada Base Aérea Militar Río Cuarto en 1978.
En marzo de 1981 se construyó el Taller de Electrónica, uno de los más avanzados de América del Sur, junto al de la Fuerza Aérea Venezolana.
En 2014 la FAA realizó semanas aeronáuticas y jornadas de puertas abiertas en sus bases. El Área Material Río Cuarto expuso el A-4B Skyhawk C-222, apodado el «Tordillo».
Cerca de 2017 comenzó a ocuparse del mantenimiento del IA-63 Pampa.
En noviembre de 2018 proporcionó el apoyo técnico al proyecto científico «Relámpago».
Con la llegada del sistema de armas F-16 a la Fuerza Aérea Argentina, el Área Material Río Cuarto será la unidad de mantenimiento y lugar inicial de despliegue del sistema de armas hasta finalizar las obras en la VI Brigada Aérea de Tandil.

## Funciones
Esta Área Material se encarga de la planificación de mantenimiento mayor, investigación y desarrollo, reparación y fabricación de material aeronáutico. Actualmente se dedica al mantenimiento del cazabombardero A-4AR Fightinghawk, de los entrenadores Embraer EMB 312 Tucano e IA-63 Pampa y del avión Cessna 182.

### Mantenimiento del avión A-4AR
El A-4AR dispone de tres niveles de mantenimiento:
- O–Operacional: realizado en la línea de vuelo.
- I–Intermedio: realizado en el hangar de la Brigada.
- D–Depot: realizado cada 750 horas de vuelo o 39 meses en el Área Material Río Cuarto.[13]

En 2002 se creó el Departamento de Análisis Operativo (DAO) con el objetivo de mantener y mejorar el software del A-4AR. Para cumplirla posee un laboratorio para probar posibles modificaciones que luego son probadas en vuelo, para posteriormente analizar en tierra la información obtenida e implementar las mejoras en los aviones. Un ejemplo es la modificación los datos que presenta el HUD.
El Centro de Ensayos de Armamento y Sistemas Operativos (CEASO) prueba modificaciones y armamento en el A-4AR.

## Estructura orgánica
- Escuadrilla Servicios[11]
- Museo Tecnológico Aeroespacial
- Sección Red de Observadores del Aire
- Taller Central de Armamento

Dentro de su predio esta el Instituto Provincial de Educación Técnica N.º 258 Mayor Ingeniero Francisco de Arteaga (IPET N.º 258).